# Dino Giarrusso
Dino Riccardo Maria Giarrusso (ur. 11 września 1974 w Katanii) – włoski polityk, filmowiec i dziennikarz, poseł do Parlamentu Europejskiego IX kadencji.

## Życiorys
W 1992 ukończył szkołę średnią w rodzinnej miejscowości, a w 1997 studia z zakresu nauk o komunikacji na Uniwersytecie w Sienie. Zajmował się dziennikarstwem, pisząc do różnych gazet („il Fatto Quotidiano”, „l’Unità” i innych). Produkował reklamy i programy telewizyjne m.in. dla regionalnej telewizji Teletna. Był nauczycielem w szkole filmowej, a także wykładowcą technik produkcji filmowej i telewizyjnej na Uniwersytecie w Katanii. Jako filmowiec pracował głównie na stanowisku drugiego reżysera, był współpracownikiem takich reżyserów jak Marco Risi, Ettore Scola, Susanna Tamaro czy Ricky Tognazzi. Udzielał się także jako scenarzysta, a okazjonalnie również grał role aktorskie. W latach 2014–2018 regularnie brał udział w satyrycznym programie telewizyjnym Le Iene.
Zaangażował się w działalność polityczną w ramach Ruchem Pięciu Gwiazd. Kierował działem komunikacji we frakcji radnych partii w Lacjum, później został asystentem wiceministra edukacji Lorenza Fioramontiego. W wyborach w 2019 z listy Ruchu Pięciu Gwiazd uzyskał mandat deputowanego do Parlamentu Europejskiego IX kadencji. W 2022 zrezygnował z członkostwa w M5S.